# Lissa Van Brande
Lissa Van Brande is een Belgisch aerobics-atlete.

## Levensloop
Op haar zesde startte ze met aerobics om op haar elfde voor het eerst deel te nemen aan internationale wedstrijden. In 2015 werd ze samen met Marlies Torfs en Aaike Foubert wereldkampioene 'team' te Martinique, eerder werden ze als team tweemaal achtereenvolgens Belgisch en Europees kampioen en in 2014 vice-wereldkampioen in deze discipline.
In 2017 werd ze te Gent Belgisch en Europees kampioene 'solo' en in oktober van datzelfde jaar tevens wereldkampioene in het Nederlandse Leiden. Ze was daarmee de eerste Belgische ooit die deze titel won. In 2016 behaalde Van Brande brons op het WK.
Ze is woonachtig in Sint-Niklaas. Van opleiding is ze bachelor rechtspraktijk, tevens studeert ze aan de Odisee hogeschool met als doel een bachelor secundair onderwijs economie & lichamelijke opvoeding.